# Jón Loftur Árnason
En aquest nom islandès, el darrer nom és un patronímic, no pas un cognom. La manera de referir-se a aquesta persona és pel nom de pila.
Jón Loftur Árnason (nascut el 13 de novembre de 1960), és un jugador d'escacs i empresari islandès, que té el títol de Gran Mestre des de 1986.
A la llista d'Elo de la FIDE del maig de 2020, hi tenia un Elo de 2410 punts, cosa que en feia el jugador número 11 (en actiu) d'Islàndia. El seu màxim Elo va ser de 2555 punts, a la llista del juliol de 1987.

## Resultats destacats en competició
Árnason ha estat tres cops campió d'Islàndia.
Igualment com els seus col·legues escandinaus Simen Agdestein i Magnus Carlsen, Árnason va ser vist en la seva joventut com un potencial campió del món, després d'una sèrie de bons resultats. El 1976, a només 15 anys, empatà al primer lloc en un torneig Sub-21. El mateix any, va guanyar un torneig obert a Islàndia amb una puntuació de 9.5/11. Un any més tard, jugant en un matx per tèlex amb Islàndia contra Anglaterra, entaulà amb negres contra Jonathan Mestel, un fort jugador. També el 1977, a Cagnes-sur-Mer, va guanyar el Campionat del món Sub-17 (per davant d'altres destacats joves jugadors, inclòs Garri Kaspàrov), abans d'esdevenir campió d'Islàndia per primer cop dels tres que ho seria (1977, 1982 i 1988). Poc després, va acceptar una invitació per ingressar a l'escola d'escacs de Botvínnik. El 1979, la FIDE li va atorgar el títol de Mestre Internacional.
En torneigs internacionals, fou primer a Husavik 1985, Plovdiv 1986 i Hèlsinki 1986 (empatat). El 1986, la FIDE li va atorgar el títol de Gran Mestre.
En els seus enfrontaments individuals amb alguns dels millors jugadors del món, va mostrar-se sempre com un oponent perillós. Ha derrotat Grans Mestres de primer nivell mundial com ara Short, Kortxnoi, Xírov, Adams, Drèiev, Vaganian i Larsen. Ha entaulat amb els campions del món d'escacs Petrossian, Smislov, Tal, Kàrpov, i Khalifman.
Ha representat l'equip d'Islàndia a les olimpíades d'escacs entre 1978 i 1994, i va col·laborar en l'obtenció d'un 5è lloc i un 6è els anys 1986 i 1992 respectivament.
Jón Loftur Árnason va deixar de competir aproximadament el 1995, per tal de concentrar-se en activitats de negocis financers. Va obtenir una llicenciatura en Finances i Comptabilitat a la Universitat d'Islàndia i va entrar a treballar a la firma islandesa Oz Communications Inc., en què tingué el càrrec de Secretari i Tresorer. Potser a causa de la seva elevada posició en l'empresa, aquesta va patrocinar el 2000 el prestigiós torneig d'escacs ràpids, chess@iceland, guanyat per Kaspàrov per davant de Anand. Jón Loftur Árnason hi prengué part, però en aquell moment ja duia anys allunyat de la pràctica de competició, i hi acabà en darrera posició. Des de llavors, ha continuat jugant només en torneigs locals.

## Partides notables
- Viktor Korchnoi vs Jon Loftur Arnason, Reykjavik, CBM 02 1987, obertura anglesa (A20), 0-1.
- Jon Loftur Arnason vs John Nunn, olimpíada de Novi Sad 1990, obertura Ruy López, variant oberta (C84), 1-0.
- Jon Loftur Arnason vs Alexey Dréiev, Reykjavik op 1990, defensa francesa, variant Tarrasch, sistema modern (C03), 1-0.